# Ficus ypsilophlebia
Ficus ypsilophlebia är en mullbärsväxtart som beskrevs av Armando Dugand. Ficus ypsilophlebia ingår i släktet fikonsläktet, och familjen mullbärsväxter. Inga underarter finns listade i Catalogue of Life.